# Банатска митрополија
Банатска митрополија (рум. Mitropolia Banatului) је митрополија Румунске православне цркве која обухвата румунски део Баната. Седиште митрополије налази се у Темишвару где се налази митрополитска саборна црква.

## Историја
Румунска православна црква на подручју Баната успоставља Темишварску епархију 1939. године која се уздиже у ранг архиепископије 3. јула 1947. године када се истовремено формира и Банатска митрополија. Први митрополит банатски био је Василе Лазареску који је устоличен 26. октобра исте године. Новоформирана митрополија је за суфрагане имала Темишварску архиепископију и Епархију карансебешку које су за време комунистичког режима спојене у једну Архиепископију темишварску и карансебешку, а митрополији је придружена Епархија арадска. Епархија карансебешка је поново успостављена 1994. године.
Банатска митрополија је доживела битне територијалне промене  оснивањем Мађарске епархије са седиштем у Ђули 1999. године и Епархије Дакије Феликс 2001. године са седиштем у Вршцу. Ове епархије су биле саставни део митрополије све до 2009. године када су прешле под директну јурисдикцију Румунске патријаршије. Исте године је Епархија арадска уздигнута у ранг архиепископије, а основана је и Епархија девска и хунедоарска која је првобитно била укључена у Банатску, а данас је део Ердељске митрополије.
Банатска митрополија данас обухвата две архиепископије, Темишварску и Арадску, и једну епархију, Епархију карансебешку.

## Митрополити
Банатски митрополити били су:
- Василе Лазареску (1947—1961)
- Николаје Корњану (1962—2014)
- Јоан Сележан (2014—)

## Епархије
Банатска митрополија се састоји из две архиепископије и једне епархије.
| Слика | Назив епархије             | Румунски назив | Седиште    | Архијереј        |
| ----- | -------------------------- | -------------- | ---------- | ---------------- |
|       | Архиепископија темишварска |                | Темишвар   | Јоан (Сележан)   |
|       | Архиепископија арадска     |                | Арад       | Тимотеј (Севичу) |
|       | Епархија карансебешка      |                | Карансебеш | Лучан (Мик)      |